# Nunatak Larsen
El nunatak Larsen es un nunatak de origen volcánico y de unos 2 km de largo y 300 m de altura, sobre el cual está instalada la base antártica argentina Matienzo. Forma parte de un grupo de otros catorce nunataks denominados conjuntamente nunataks Foca que se alzan a lo largo de unos 45 kilómetros en la parte sur de la costa de Nordenskjöld.
La base Matienzo fue inaugurada el 15 de marzo de 1961 integrando el refugio San Antonio que existía allí desde abril de 1959.
- Datos: Q6047086